# パリ第8大学 (サン＝ドニ)
パリ第8大学（Université Paris VIII）は、1971年に設立されたフランスの大学であり、かつて存在していた旧パリ大学の一つ。かつては「ヴァンセンヌ大学」、現在は「ヴァンセンヌ - サン=ドニ大学」（または通称「サン=ドニ大学」）と呼ばれている。パリ第8大学の前身である「ヴァンセンヌ実験大学センター」は、現代に開かれた革新の発信地としてエドガール・フォール国民教育大臣のイニシアティブにより1969年に設立された。1980年にヴァンセンヌからサン=ドニに移転した。
パリ第8大学はイル＝ド＝フランス地域圏における人文系の教育研究拠点であり、設立当初、精神分析学、地政学、映画学、造形芸術、ジェンダー研究など、従来、フランスの大学ではほとんど対象とされなかった新しい分野に開かれた大学で、地政学・政治学・芸術の分野で、多くの著名人を輩出している。現在、学生数22,000人、11の教育研究ユニット、5つの短期大学部（うち技術短期大学部 (IUT) 2つ）、4つの博士学院、その他6つの教育機関がある。

## 歴史

### ヴァンセンヌ大学 (1969-1980年)
1969年、権威主義的な既成秩序に抗議する学生運動に端を発したフランス五月革命 (Mai 68) の精神を受け継ぐ新しい高等教育機関、高等教育の民主化を目指し、学生、労働者、外国人など「すべての人に開かれた大学」として、「ヴァンセンヌ実験大学センター (CUEV)」が設立され、エレーヌ・シクスー、フランソワ・シャトレ、ジル・ドゥルーズ、ジャン・フランソワ・リオタール、ミシェル・フーコー、アラン・バディウ、ルネ・シェレール、ミシェル・セール、ダニエル・ベンサイドらの哲学者により新しい学問分野（学部）が設置された。
1970年12月17日付デクレ第70-1174号により、パリ第8大学と命名。
左派の思想家が中心となって立ち上げた大学であり、政治的には現在でも左派に位置づけられる。
1970年代には英米圏の学者が多くの講座を担当した。
1972年、生涯教育サービスを開始。

### サン＝ドニ大学 (1980年 -)
ヴァンセンヌ大学はパリ郊外のサン＝ドニへの移転を余儀なくされた。大学側は郊外への移転に反対だったが、大学省は、学生数が当初予定していた定員6,000人を大幅に上回って30,000人に達したこと、そして建物の劣化が進んだことを理由に挙げた。また、移転だけでなく、「開かれた大学」の象徴であったヴァンセンヌ大学が取り壊されたことも創設者らを失望させた。
1982年、ヴァンセンヌ大学出版社を創設。
1990年にフランス国立遠隔教育センター(CNED)との連携により遠隔教育を開始し、1997年に遠隔教育学院 (L’Institut d'enseignement à distance; IED) を設置。
1992年にトランブレ＝アン＝フランス、1998年にモントルイユに技術短期大学部を設立。
1998年、大学図書館を新設。
2009年、パリ第1大学および第13大学、フランス国立科学研究センター (CNRS)、社会科学高等研究院 (EHESS)、国立古文書学校、高等研究実習院 (EPHE)、国立人口統計学研究所との大学間連携プロジェクト「ニコラ・ド・コンドルセ」が承認され、コンドルセ・キャンパスが新設されることになった（現在は建設中、2019年に開設予定）。
2012年、パリ第10大学との連携で高等教育研究拠点「パリ・リュミエール大学」を設立。
2014年、高等教育研究拠点「パリ・リュミエール大学」が大学・研究機関連合「パリ・リュミエール大学」となった。

## 組織構成

### 教育研究ユニット (UFR)
現在の教育研究ユニット (学生数)
- 経済・社会行政 UFR（1,300人）
- 芸術・哲学・美学 UFR（4,200人）
- 文化・通信 UFR（1,000人）
- 法学 UFR（1,100人）

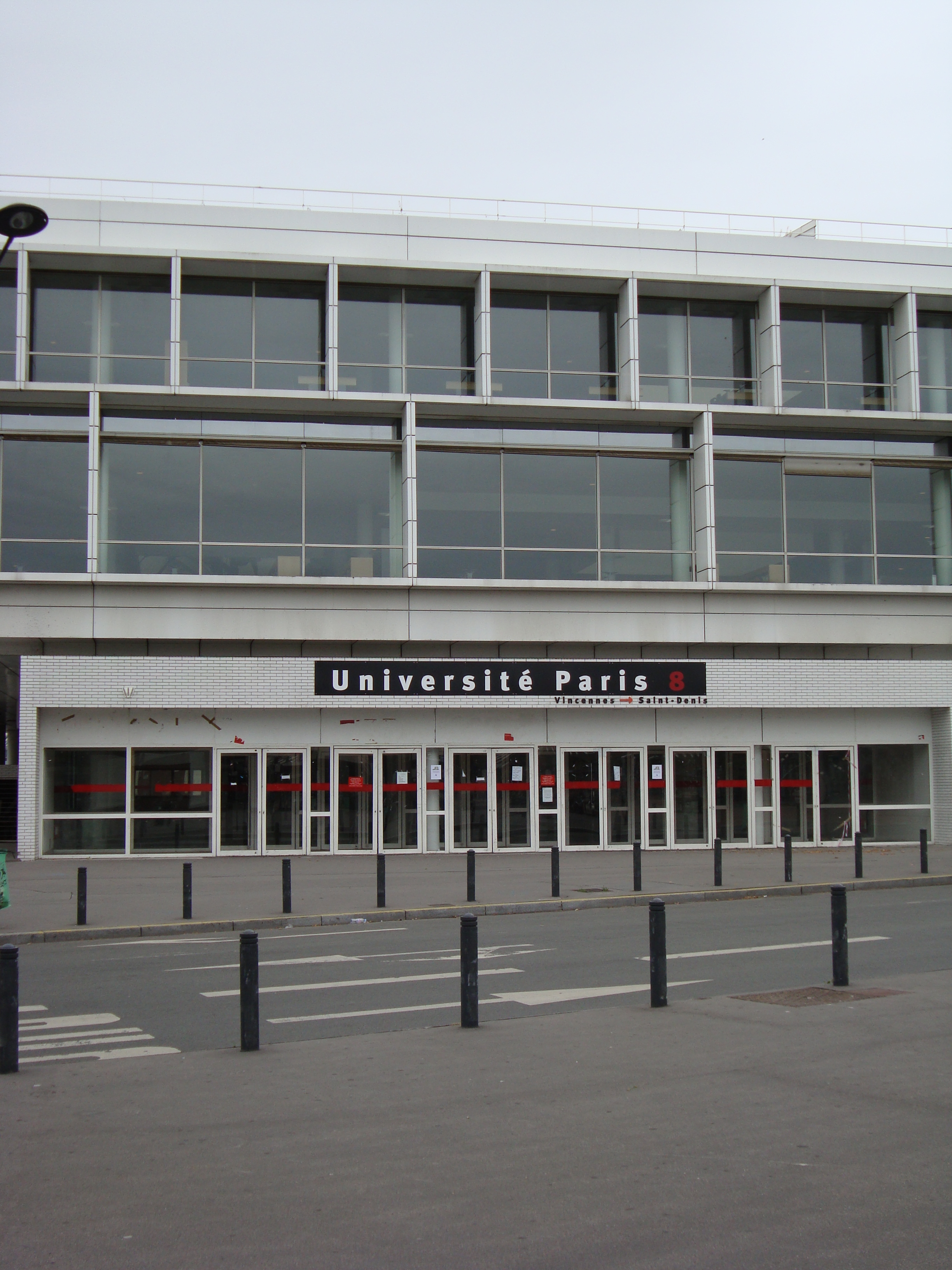
パリ第8大学 正面

- 領土・環境研究・工学 UFR（1,700人）
- 外国語・外国文化 UFR（900人）
- MITSIC (数学、情報科学、技術、情報通信学) UFR（1,100人）
- 心理学 UFR（400人）
- 教育学・精神分析学・比較言語学 UFR（500人）
- 言語学 UFR（800人）
- 文学・歴史学・政治学・社会学・ジェンダー研究 UFR

### 技術短期大学部 (IUT)
- トランブレ＝アン＝フランス IUT
- モントルイユ IUT

### その他の組織
その他、以下の組織が設立された。
- 遠隔教育学院 (IED)--- 1997年設立。心理学、教育学、法学、情報科学の4分野。世界54か国の学生計5,200人が受講。
- 欧州研究所 (IÉE)--- 1992年設立。博士号、修士号、専門学士号、大学免状。年間学生数300人。
- フランス地政学研究所 (IFG)--- 1989年設立。博士号、修士号。学生数150人。
- ヴァンセンヌ大学出版社 (PUV)--- 1982年設立。年間約15冊の研究書を出版。
- 教員の初期・継続教育大学サービス (SUFICE)--- 中等教育教員適正証書、アグレガシオン（一級教員資格）取得のための国家試験の準備。
- 生涯教育 (FP)--- 人材管理、医療、手話等の分野。

## 研究活動

### 研究センター・研究所
パリ第8大学の教員は次の研究グループ単位で研究活動を行っている。現在、33の研究グループがあり、うち8つは他の研究機関との共同研究グループ（UMR）である。
| ÉA4010  | Arts des images et art contemporain (AIAC)                                                       |
| ÉA3388  | Centre d’études sur les médias, les technologies et l’internationalisation (CEMTI)               |
| ÉA1581  | Centre de recherche en Droit privé et Droit de la santé (CRDPDS)                                 |
| ÉA3971  | Centre de recherche interuniversitaire, expérience, ressources culturelles, éducation (EXPERICE) |
| ÉA353   | Centre de recherches et d’analyses géopolitiques (CRAG)                                          |
| ÉA1571  | Centre de recherches historiques - histoire des pouvoirs, savoirs et sociétés (HISPOSS)          |
| ÉA4384  | Centre interdisciplinaire de recherche, culture, éducation, formation, travail (CIRCEFT)         |
| ÉA4004  | Cognitions humaine et artificielle (CHArt)                                                       |
| ÉA1572  | Esthétique, musicologie, danse et création musicale (MUSIDANSE)                                  |
| ÉA2302  | Esthétiques, sciences et technologies du cinéma et de l’audiovisuel (ESTCA)                      |
| ÉA2303  | Études juives et hébraïques (EJH)                                                                |
| ÉA4387  | Forces du droit - paradoxes, comparaisons et expérimentations (FDPCE)                            |
| ÉA4007  | La section clinique                                                                              |
| ÉA3391  | Laboratoire d’économie dionysien (LED)                                                           |
| ÉA4008  | Laboratoire d’études et de recherches sur les logiques contemporaines de la philosophie (LLCP)   |
| ÉA4385  | Laboratoire d’études romanes (LER)                                                               |
| ÉA4383  | Laboratoire d’informatique avancée de Saint-Denis (LIASD)                                        |
| ÉA2027  | Laboratoire de psychopathologie et de neuropsychologie (LPN)                                     |
| ÉA349   | Laboratoire Paragraphe                                                                           |
| ÉA4386  | Laboratoire parisien de psychologie sociale (LAPPS)                                              |
| ÉA1577  | Les mondes allemands - histoire des idées et des représentations                                 |
| ÉA7322  | Littérature, histoires, esthétique (LHE)                                                         |
| ÉA2336  | QUARTZ                                                                                           |
| ÉA1573  | Scènes du monde, création, savoirs critiques                                                     |
| ÉA1569  | Transferts critiques anglophones (TransCrit)                                                     |
| UMR7217 | Centre de recherches sociologiques et politiques de Paris (CRESPPA)                              |
| UMR8533 | Institutions et dynamiques historiques de l’économie et de la société (IDHES)                    |
| UMR8244 | Institut d’Histoire du Temps Présent (IHTP)                                                      |
| UMR7218 | Laboratoire Architecture Ville Urbanisme Environnement (LAVUE)                                   |
| UMR7539 | Laboratoire d’analyse, géométrie et application (LAGA)                                           |
| UMR7533 | Laboratoire dynamiques sociales et recomposition des espaces (LADYSS)                            |
| UMR7023 | Structures formelles du langage (SFL)                                                            |
| UMR8238 | Laboratoire d’études de genre et de sexualité (LEGS)                                             |

## 名誉博士号
ガヤトリ・C・スピヴァク（2014年）、アーチー・シェップ（2013年）、アブデラマン・シサコ（2013年）、ミヒャエル・ハネケ（2012年）、ホミ・K・バーバ（2009年）、アブドゥ・ディウフ（2006年）、ネルソン・マンデラ（2005年）、ジョルディ・プジョール（2005年）、ミゲル・アンヘル・エストレージャ（2005年）、コーネル・ウェスト（2004年）、バーバラ・ヘンドリックス（1999年）、蓮實重彦（1997年）、ユーセフ・シャヒーン（1997年）、ユルゲン・ハーバーマス（1997年）、リチャード・ローティ（1997年）、エマヌエル・ヌネス（1996年）、イブラヒム・ルゴヴァ（1996年）らがパリ第8大学から名誉博士号を授与された。